# هوكون السابع ملك النرويج
هوكون السابع (بالنرويجية: Haakon VII‏) لفظ نرويجي: [ho̞:kɔ̞̈n]؛ (3 أغسطس 1872 – 21 سبتمبر 1957) عُرف باسم كارل أمير الدنمارك حتى عام 1905، كان ملك النرويج الأول بعد حل الاتحاد بين السويد والنرويج. يعتبر أحد أعظم النرويجيين في القرن العشرين، ويحظى بمكانة خاصة لشجاعته أثناء الغزو الألماني. توفي في 21 سبتمبر 1957 عن عمر ناهز 85 بعد أن حكم لمدة تقارب 52 عاماً.
تزوّج الأمير كارل ابنة عمته الأميرة مود أميرة ويلز في قصر بكنغهام في 22 يوليو 1896، وهي الابنة الصغرى للملك إدوارد السابع ملك المملكة المتحدة (لاحقاً) وزوجته ألكسندرا أميرة الدنمارك. وُلد ابنهما - ولي العهد - الأمير ألكسندر في 2 يوليو 1903، والذي أصبح لاحقاً الملك أولاف الخامس ملك النرويج.
الابن الثاني لملك الدنمارك المستقبلي فريدريك الثامن ولويزا من السويد، تعلم الأمير كارل في الأكاديمية البحرية الدنماركية الملكية وعمل في البحرية الدنماركية الملكية. بعد حل الاتحاد بين السويد والنرويج عام 1905، عُرض على الأمير كارل منصب ملك النرويج. بعد استفتاء نوفمبر، قبل بالعرض وانتُخب ملكًا للنرويج من قبل البرلمان النرويجي. اتَّخذ الاسم النوردي القديم هوكون واعتلى العرش باسم هوكون السابع، وأصبح أول ملك نرويجي مستقل منذ عام 1387.
غزت ألمانيا النرويج في أبريل 1940. رفض هوكون المطالب الألمانية لإعطاء الشرعية للحكومة العميلة لنظام كفيشلينغ ورفض التخلي عن العرش بعد ذهابه إلى المنفى في بريطانيا العظمى. كذلك، لعب دورًا محوريًا في توحيد الأمة النرويجية في مقاومتها للاحتلال اللاحق لمدة خمس سنوات خلال الحرب العالمية الثانية. عاد إلى النرويج في يونيو 1945 بعد هزيمة ألمانيا.
أصبحَ ملك النرويج عندما كان جده كريستيان التاسع ما زال يحكم في الدنمارك، وقبل أن يصبح والده وشقيقه الأكبر ملكين للدنمارك. رأى والده خلال حكمه، شقيقه الأكبر كرستيان العاشر، وابن أخيه فريدريك التاسع يعتلون عرش الدنمارك، في الأعوام 1906، 1912، و1947 على التوالي. توفي هوكون عن عمر يناهز 85 عامًا في سبتمبر 1957، بعد أن حكم لحوالي 52 سنة. خَلَفه ابنه الوحيد، الذي اعتلى العرش باسم أولاف الخامس.

## العائلة والحياة المبكرة
ولد باسم كرستيان فريدريك كارل جورج فّلاديمير أكسل في 3 أغسطس 1872 في قصر تشارلوتنلوند بالقرب من كوبنهاغن، وكان أمير الدنمارك كارل (يحمل نفس اسم جده من جهة الأم ملك السويد والنرويج) الابن الثاني للملك (المستقبلي) فريدريك الثامن ملك الدنمارك وزوجته لويز. كان أيضًا شقيقًا أصغر لكرستيان العاشر، الحفيد من جهة الأب لكرستيان التاسع ملك الدنمارك، والحفيد من جهة الأم لتشارلز الخامس عشر ملك السويد (والذي كان أيضًا ملك النرويج باسم تشارلز الرابع). تعمد في 7 سبتمبر 1872 في قصر تشارلوتنلوند.
ينتمي الأمير كارل إلى فرع شليسفيغ-هولشتاين-سوندربورغ-غلوكسبورغ من آل أولدنبورغ. كان آل أولدنبورغ العائلة الملكية الدنماركية منذ عام 1448؛ حكمت العائلة أيضًا النرويج بين الأعوام 1536-1814 والتي كانت جزءًا من الدنمارك-النرويج. كان أصل آل أولدنبورغ من شمال ألمانيا، وكان لفرع غلوكسبورغ (ليكسبورغ) إقطاعتيهم الصغيرة. كان للعائلة ارتباطات دائمة مع النرويج بدءًا من أواخر العصور الوسطى. كان العديد من أسلافه من جهة الأب ملوكًا للنرويج المستقلة (هوكون الخامس ملك النرويج، كرستيان الأول ملك النرويج، فريدريك الأول، كرستيان الثالث، فريدريك الثاني، كرستيان الرابع، وكذلك فريدريك الثالث ملك النرويج الذي ضم النرويج إلى دولة أولدنبورغ مع الدنمارك، شلسفيغ وهولشتاين، ولم تستقل بعد ذلك حتى عام 1814). كان كرستيان فريدريك، وهو ملك النرويج لفترة قصيرة عام 1814، وأول ملك خاضع للدستور النرويجي لعام 1814 والكفاح من أجل الاستقلال، عم جده.
نشأ الأمير كارل في الأسرة الملكية في كوبنهاغن ودرس في الأكاديمية البحرية الملكية الدنماركية من عام 1889 إلى 1893، وتخرج بمرتبة ملازم ثاني في البحرية الملكية الدنماركية. ترقى عام 1894 إلى مرتبة ملازم أول واستمر بالخدمة في البحرية الملكية الدنماركية حتى عام 1905.
تزوج الأمير كارل من ابنة عمه الأميرة مود ملكة ويلز في قصر بكنغهام في 22 يوليو عام 1896، وهي الابنة الأصغر سنًا لإدوارد السابع ملك المملكة المتحدة اللاحق وزوجته، الأميرة ألكسندرا من الدنمارك، الابنة الأكبر لكرستيان التاسع والأميرة لويز. وُلد ابنهما الأمير ألكساندر، ولي العهد المستقبلي للأولاف (وفي النهاية ملك النرويج أولاف الخامس) في 2 يوليو عام 1903.

## اعتلاء العرش النرويجي

### الخلفية والانتخاب

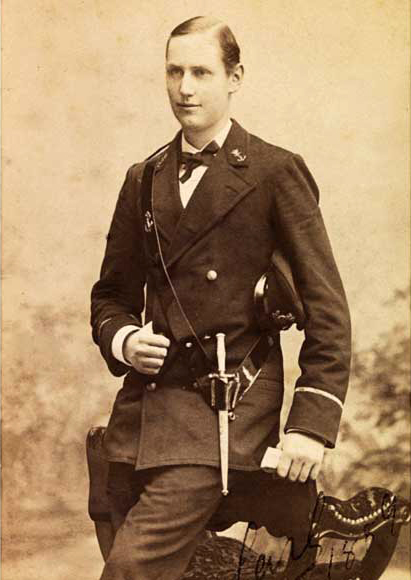
كارل أمير الدنمارك في 1889 في عمر 17 سنة

بعد حل الاتحاد بين السويد والنرويج عام 1905، حددت لجنة من الحكومة النرويجية العديد من المرشحين من أُمراء الأسر الملكية الأوروبية ليصبحوا أحدهم أول ملك للنرويج منذ عام 1387. تدريجيًا، أصبح الأمير كارل المرشح الرئيسي، بسبب انحداره من ملوك نرويجيين مستقلين بشكل رئيسي. كان لديه ابن أيضًا، بما يضمن وليَّ عهدٍ للعرش، وحقيقة أن زوجته، الأميرة مود، كانت تنتمي إلى العائلة المالكة البريطانية، رآها الكثيرون على أنها فائدة للأمة النرويجية المستقلة حديثًا. مَدحت اقتراحات الحكومة النرويجية كارل ذا العقلية الديمقراطية، والمُدرك بأن النرويج كانت في مرحلة مناقشة ما إذا كانت ستبقى مملكة أم ستتحول إلى نظام حكم جمهوري بدلاً من ذلك، لكنه جعل موافقته مشروطة بإجراء استفتاء لتبيان ما إذا كانت الملكية هي اختيار الشعب النرويجي.
بعد تأكيد الاستفتاء بأغلبية ساحقة بمقدار 79% (259,563 صوتًا له و69,264 ضده) رغبة النرويجيين بإبقاء الملكية، عُرض على الأمير كارل عرش النرويج من قبل البرلمان النرويجي (الستورتنغ) وانتُخب في 18 نوفمبر 1905. عندما قَبل كارل العرض في نفس ذلك المساء (بعد موافقة جده كريستيان التاسع ملك الدنمارك)، قرَّب في الحال نفسه من بلده الذي تبناه باتِّخاذه اسم هوكون النوردي اسمًا له، وهو اسم لم يستعمله ملوك النرويج لفترة تزيد عن 500 سنة. بفعل ذلك، خَلَف عمه من جهة الأم، أوسكار الثاني ملك السويد، الذي تخلى عن عرش النرويج في أكتوبر بعد الاتفاق بين السويد والنرويج على شروط انفصال الاتحاد.
تركت العائلة الملكية النرويجية الجديدة الدنمارك على اليخت الملكي الدنماركي دانيبروغ وأبحروا في خليج أوسلو. في حصن أوسكاربورغ، ركبوا السفينة البحرية النرويجية هيمدال. بعد رحلة استمرت لثلاثة أيام، ووصلوا إلى كريستيانيا (أوسلو حاليًا) في الصباح الباكر ليوم 25 نوفّمبر عام 1905. بعد يومين، أدى هوكون اليمين كأول ملك مستقل للنرويج في 518 سنة. تُوِّج هوكون ومود في كاتدرائية نيداروس في تروندهايم في 22 يونيو 1906.
حصل الملك هوكون على الكثير من التعاطف من الشعب النرويجي. سافر على نطاق واسع عبر النرويج. بالرغم من أن دستور النرويج يخول الملك بصلاحيات تنفيذية كبيرة، كانت جميع القرارات الحكومية تقريبًا تُتخذ من قبل الحكومة عمليًا (مجلس السيادة) باسم الملك. حصر هوكون نفسه في الأدوار غير الحزبية دون التدخل في السياسات، وهي الممارسة التي استمر بها ابنه وحفيده. بالرغم من ذلك، منحه حكمه الطويل سلطة أخلاقية كبيرة كرمز لوحدة البلد. أصبح المستكشف النرويجي والحائز على جائزة نوبل فريتيوف نانسين صديقًا للعائلة الملكية.
في عام 1927، أصبح حزب العمال أكبر حزبٍ في البرلمان وفي أوائل العام التالي صعدت أول حكومة لحزب العمال النرويجي إلى السلطة. كان حزب العمال يُعتبر «ثوريًا» من قبل الكثيرين، وحذّر نائب رئيس مجلس الوزراء من تعيين كريستوفر هورنسرود في منصب رئيس الوزراء. رفض هوكون مع ذلك التخلي عن الاتفاقية البرلمانية وطلب من هورنسرود تشكيل حكومة جديدة. قال في رده على بعضٍ من منتقديه، «أنا أيضًا ملك الشيوعيين» (بالنرويجية: "Jeg er også kommunistenes konge").
تزوج ولي العهد أولاف ابنة عمه الأميرة مارتا من السويد في 21 مارس 1929. كانت ابنة اخت هوكون إينجبورغ والأمير كارل، دوق فستريوتلاند. كان لأولاف ومارتا ثلاثة أطفال: رانيلد (1930-2012)، أسترد (حوالي 1932) وهارالاد (حوالي 1937)، الذي كان سيصبح ملكًا عام 1991.
توفيت الملكة مود بشكل غير متوقع خلال زيارتها للمملكة المتحدة في 20 نوفمبر 1938.

## روابط خارجية
- هوكون السابع ملك النرويج على موقع IMDb (الإنجليزية)
- هوكون السابع ملك النرويج على موقع الموسوعة البريطانية (الإنجليزية)
- هوكون السابع ملك النرويج على موقع مونزينجر (الألمانية)
- هوكون السابع ملك النرويج على موقع ديسكوغز (الإنجليزية)
- هوكون السابع ملك النرويج على موقع قاعدة بيانات الفيلم (الإنجليزية)

- الموقع الرسمي للعائلة المالكة النرويجية
- الملك هوكون − سيرة ذاتية